# تپه ایری سوود
تپه ایری سوود مربوط به سده‌های اولیه و میانه دوران‌های تاریخی پس از اسلام است و در شهرستان گرمی، بخش موران، دهستان آزادلو، روستای سلاله واقع شده و این اثر در تاریخ ۱۲ دی ۱۳۸۶ با شمارهٔ ثبت ۲۰۳۳۱ به‌عنوان یکی از آثار ملی ایران به ثبت رسیده است.